# Marichen Luiperth
Marichen Jolandi Luiperth (sinh năm 1986) là nữ hoàng sắc đẹp Namibia, người đại diện cho Namibia tại Hoa hậu Thế giới 2007 tại Tam Á, Trung Quốc. Cô tốt nghiệp chuyên ngành Nghiên cứu thông tin tại Đại học Namibia với bằng cử nhân Tâm lý học.